# Julie De Wilde
Julie De Wilde (8 december 2002) is een Belgisch wielrenster afkomstig uit Laarne die sinds 2021 op de weg voor de Belgische wielerploeg Fenix-Deceuninck rijdt. Ze doet ook aan veldrijden en is actief op de baan.

## Veldrijden
In 2019 en 2020 werd ze ook nationaal juniorenkampioen veldrijden. Op het Wereldkampioenschappen veldrijden 2020 werd ze tiende bij de junioren.

## Wegwielrennen
In mei 2019 werd De Wilde bij de junioren Belgisch kampioen. In september van dat jaar werd ze tweede op het wereldkampioenschap bij de junioren op de weg.  
Op 30 maart 2022 werd De Wilde tweede in Dwars door Vlaanderen in de sprint achter Chiara Consonni. In de Tour de France Femmes 2022 was ze met haar 19 jaar de jongste deelneemster en droeg ze drie dagen de witte trui van beste jongere.

### Overwinningen
2018
Belgisch kampioenschap tijdrijden voor dames nieuwelingen
Oost-Vlaams kampioenschap tijdrijden voor dames nieuwelingen
2019
3e etappe Watersley Ladies Challenge
Belgisch kampioenschap tijdrijden voor dames junioren
2022
Konvert Kortrijk Koerse
Grote Prijs van Wallonië
2023
Flanders Diamond Tour
2024
 Wereldkampioenschap tijdrijden, beloften
2025
GP Oetingen

#### Resultaten in voornaamste wedstrijden
| Jaar | Gent-Wevelgem | Ronde van Vlaanderen | Parijs-Roubaix | Dwars door Vlaanderen | Scheldeprijs |  | WK op de weg |
| ---- | ------------- | -------------------- | -------------- | --------------------- | ------------ |  | ------------ |
| 2021 |               |                      |                | 96e                   | 59e          |  |              |
| 2022 | 49e           |                      | opgave         | ↑                     | 7e           |  | 34e          |
| 2023 |               |                      |                |                       |              |  | 35e          |
| 2024 | 80e           | 67e                  | 62e            | 10e                   |              |  | 79e          |
| 2025 | 68e           | 68e                  | opgave         | 67e                   |              |  |              |

## Ploegen
- 2021 –  Ciclismo Mundial
- 2022 –  Plantur-Pura
- 2023 –  Fenix-Deceuninck
- 2024 –  Fenix-Deceuninck
- 2025 –  Fenix-Deceuninck

## Onderscheidingen
- Belofte van het Jaar (vrouwen) Kristallen Fiets: 2023[4]

Alvarado · Cant · Couzens · de Baat · De Wilde · Kastelijn · Kuijpers · Martins · Marturano · Pieterse · Schrempf · Schweinberger · Stiasny · Truyen · Van de Velde · van der Heijden · van Zuthem · Worst · Wright
Alvarado · Cant · Couzens · De Wilde · Kastelijn · Kuijpers · Marturano · Perkins · Pieterse · Rooijakkers · Schrempf · Schweinberger · Stiasny · Truyen · van Alphen · van der Heijden · van Zuthem · Worst · Wright
Alvarado · Casasola · Couzens · De Wilde · Kastelijn · Kuijpers · Perkins · Pieterse · Rooijakkers · Schrempf · Schweinberger · Truyen · van Alphen · van der Heijden · van Zuthem · Worst